# 临水宫
临水宫，又称顺天圣母宫、奶娘宫，是主祀临水夫人陈靖姑的道教庙宇。分布于福建、浙江、台湾、东南亚各地。临水夫人是福建和台湾民众崇奉的女神，其他信徒遍布浙江、江苏以及东南亚，被称为“救产护胎佑民女神”，福州裔信徒也视其为乡里的守护神。临水宫的祖殿是位于福建古田县大桥镇中村的古田临水祖宫。